# Военен преврат в Ирак (1941)
Военният преврат в Ирак през 1941 г. или Превратът на Рашид Али е пронацистки и проведен от т.нар. „Златна четворка“ на 1 април 1941 г.
Кралство Ирак в началото на ВСВ е в британската сфера на влияние – въз основа на англо-иракския договор от 1930 г.
Патриотичните кръгове в страната не харесват тази външнополитическа ориентация и вътрешнополитическата ситуация в Ирак, в резултат от което Ирак не е особено верен на британците. Част от антибритански настроените иракски офицери се групират в „семеен кръг“ посредством германския посланик Фриц Гроб, който кръг впоследствие става известен като „златната четворка“.
След потушаването на антибританското арабско въстание в Палестина, много от участниците в него търсят и намират убежище в Ирак. Сред тях е и бунтовническият им лидер и бивш мюфтия на Ерусалим – Амин ал Хусейни.
След избухването на Втората световна война, Ирак верен на съюзническите си отношения с Британия, на 5 септември 1939 г. прекратява дипломатическите си отношения с Германия, но не го демонстрира. След влизането на Кралство Италия във войната, Ирак дори не прекъсва дипломатическите си отношения с фашисткото правителство на Мусолини. За това най-вече допринася най-вече изхода от битката за Франция, както и уронения престиж на британската армия и дипломация.
През март 1941 г., след като Вермахта печели битката на Балканите и в частност тази за Гърция, прогерманският иракски премиер Рашид Али ал-Гайлани принуждава да напусне страната водача на пробританските сили Нури ал Саид, и на 1 април 1941 г. т.нар. „златна четворка“ сваля от поста регент Абд ал Илах, като назначава за регент на малолетния Файсал II – Шериф Шараф.
Уинстън Чърчил веднага телеграфира до министъра по индийските въпроси, че Британия трябва незабавно да си гарантира сигурността на Басра, предвид на това, че войната се разраства към Близкия изток, а и американците имат намерение да изградят в района голяма авиобаза.
Разчитайки на военна подкрепа и поддръжка от Германия, иракският премиер подценява стойността на британския ултиматум от 18 април, след като преди това в Басра е стоварена една пехотна бригада и се очакват още две индийски.
Британците отпочват настъпление, като едва в началото на май Германия и Италия дават въздушна помощ на съюзника си, поради липса на възможност за друга такава. На 23 май 1941 г. Хитлер подписва директива на ОКВ № 30 „Среден Изток“, в която се казва, че арабското националноосвободително движение в Средния Изток се разглежда като естествен съюзник на Германия.
На 27 май започва британското настъпление към Багдад, а на 31 май ираската столица е превзета от британците. На 1 юни принц Абд ал Илах се завръща в Багдад като регент, а на 2 юни за премиер-министър на страната е назначен Джамил ал Мидфаи. Рашид Али ал-Гайлани емигрира в Германия.
Британското овладяване на Ирак е използвано по-късно като предмост за окупацията на френска Сирия и Ливан, които са под управлението на Вишиска Франция, с което се осигурява британския тил в северноафриканската кампания, след включването в нея на африканския корпус на Вермахта.